# Zdravko Ježić
Zdravko Ježić (Niš, 17 de agosto de 1931 - Nueva York, 19 de junio de 2005) fue un jugador yugoslavo de waterpolo.

## Biografía
Sus mayores logros deportivos son las dos medallas de plata en los juegos olímpicos de 1956 y 1952.
En 2010 entró a formar parte de la lista de honor del International Swimming Hall of Fame.

## Equipos
- AVK Mladost ( Yugoslavia)

## Palmarés
Como jugador de la selección de Yugoslavia
- 4.º en los juegos olímpicos de Roma 1960
- Plata en los juegos olímpicos de Melbourne 1956
- Plata en los juegos olímpicos de Helsinki 1952